# Servicios a las comunidades indígenas de Canadá
Servicios a las comunidades indígenas de Canadá ( ISC, por sus siglas en inglés) conocido legalmente como ministerio de Servicios de las comunidades indígenas, es una dependencia del Gobierno de Canadá .

## Mandato
La misión de Servicios Indígenas de Canadá es facilitar el acceso a servicios de calidad para las las Primeras Naciones, los inuit y los métis, además de fortalecer y capacitar a las comunidades indígenas para que gestionen sus propios servicios y mejoren sus situaciones socioeconómicas.

## Histórico
El 28 de agosto de 2017, El primer ministro canadiense, Justin Trudeau, declaró la división del ministerio de Asuntos Indígenas y del Norte (AINC) en dos organismos distintos. Esta decisión siguió una sugerencia del informe de la Comisión Real sobre Pueblos Indígenas, que abogaba por reestructurar los ministerios gubernamentales encargados de asuntos de las comunidades indígenas en el país.
Como resultado de la reestructuración implementada por el gobierno de Justin Trudeau, el 30 de noviembre de 2017 se establecieron oficialmente dos nuevos ministerios independientes:
- Relaciones entre la Corona y las comunidades Indígenas y Asuntos del Norte de Canadá (CIRNAC) ;
- Servicios a las comunidades Indígenas de Canadá (ISC).

Varios decretos en consejo  asignaron responsabilidades a las nuevas entidades  entre el 30 de noviembre de 2017 y el 15 de julio de 2019, fecha en que entraron en vigor la Ley del Ministerio de Relaciones entre la  Corona y las comunidades indígenas y Asuntos del Norte y la Ley del Ministerio de Servicios Indígenas .

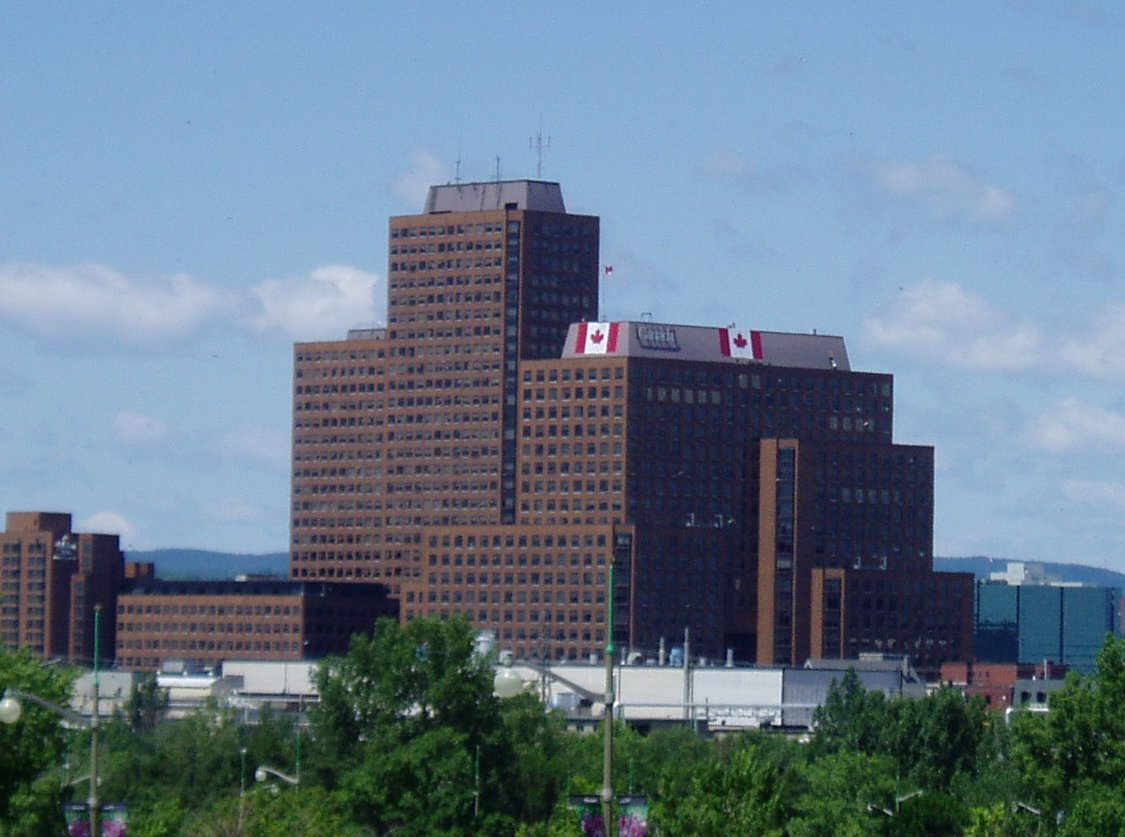
Las Terrazas de la Chaudière, sede del ministerio.

En consecuencia, se abrogó la Ley del ministerio de Asuntos Indígenas y Desarrollo del Norte, lo que llevó a la disolución oficial en junio de 2019 de este organismo (que previamente había cambiado su nombre a ministerio de Asuntos Indígenas y Desarrollo del Norte).